# زي تياغو
زي تياغو هو لاعب كرة قدم برتغالي في مركز الوسط، ولد في 19 أغسطس 1988 في فيلا نوا دغايا في البرتغال. لعب مع مافرا.

## وصلات خارجية
- زي تياغو على موقع قاعدة بيانات كرة القدم.إي يو (الإنجليزية)
- زي تياغو على موقع Soccerway.com (الإنجليزية)